# Aristide Gromer
Aristide Gromer (Dunkerque, 11 d'abril de 1908 - Plouguernével, 6 de juliol de 1966) fou un jugador d'escacs francès. Fou un nen prodigi, que feia partides simultànies a tretze anys, i guanyà tres cops el campionat d'escacs de França. Era nebot de Jacques Grommer, també mestre d'escacs.

## Biografia i resultats destacats en competició
Gromer va estudiar al lycée Chaptal de París.
Es va proclamar tres cops campió de França d'escacs (els anys 1933, 1937, i 1938).
Empatà als llocs 5è-6è a París el 1923 (el guanyador fou Victor Kahn), fou 3r a Biarritz el 1926 (guanyaren André Chéron i Frédéric Lazard), fou segon rere Chéron a Saint-Claude (Jura) el 1929. El 1930, va compartir el segon lloc amb Xavier Tartakover rere Eugène Znosko-Borovsky a París, fou segon rere Amédée Gibaud a Rouen. Fou novè a París el 1933 (el guanyador fou Alexandre Alekhine), fou sisè a Sitges el 1934 (el vencedor fou Andor Lilienthal), acabà vuitè rere Baldur Hönlinger a París (L'Échiquier) el 1938. En tant que campió de França, va disputar i guanyar un matx contra el campió de Bèlgica, Alberic O'Kelly de Galway, (2.5:1.5) el desembre de 1938.
Gromer va representar França en tres Olimpíades d'escacs:
- El 1930, al tercer tauler a la III Olimpíada a Hamburg (+4 –6 =1);
- El 1931, al segon tauler a la IV Olimpíada a Praga (+3 –9 =4);
- El 1939, al segon tauler a la VIII Olimpíada a Buenos Aires (+6 –4 =7).[7]

L'esclat de la Segona Guerra Mundial al setembre de 1939, va fer que Gromer i molts altres participants de la vuitena Olimpíada (Najdorf, Stahlberg, P. Frydman, E. Eliskases, P. Michel, Engels, Becker, Reinhardt, J. Pelikan, Skalička, Luckis, Feigins, Raud, Rauch, Winz, Czerniak, Sulik, Seitz, de Ronde, Kleinstein, Sonja Graf, Paulette Schwartzmann, etc.) decidissin de restar a l'Argentina.
El 1940 guanyà el torneig de Buenos Aires (Bodas de Plata), per davant de Franciszek Sulik, Carlos Guimard i altres. Fou 7è a Águas de São Pedro-São Paulo el 1941 (Erich Eliskases i Guimard foren els vencedors).
Posteriorment va retornar a França, i va participar en el Campionat de França a Rouen el 1947, on hi va compartir la segona plaça amb Amédée Gibaud i Nicolas Rossolimo (el campió fou Maurice Raizman). Va morir el 1966 en un centre psiquiàtric de Plouguernével.